# Mehrablı
Mehrablı è un comune dell'Azerbaigian situato nel distretto di Ağcabədi. Conta una popolazione di 1 370 abitanti.